# Encarsia mozarti
Encarsia mozarti är en stekelart som beskrevs av Girault 1932. Encarsia mozarti ingår i släktet Encarsia och familjen växtlussteklar. Inga underarter finns listade i Catalogue of Life.